# Geča (kaštel)
Kaštel s římskokatolickým kostelem Narození Panny Marie v Geči je pozdněbarokní stavba (kaštel) na mírném návrší, umístěná ve středu obce.

## Dějiny
Kaštel pocházející ze 17. století byl při stavbě kostela v roce 1750 upraven a přizpůsoben novému účelu. Fasádní úprava zámečku byla uskutečněna roce 1836. V 20. století se v budově vícekrát uskutečnily menší adaptační práce.
Stavba kostela je pojata do čtvercového masivu vlastního zámečku, jen půlkruhový apsidiální presbytář kostela je řešen jako vyčnívající přístavba, zakončená malou hranatou střešní věží ze dřeva, ve které je umístěn zvon. Kostel je jednolodní s polokruhovou apsidou, zaklenutý valenou klenbou s lunetami. I nad střechou apsidy je umístěna měla věžička. Na západní (zadní části) a jihovýchodní straně (boční části) interiéru je oratorium, za ním chodba spojující kostel s zámečkem. V presbytáři je iluzivní nástěnná malba z roku 1760, představující Korunování Panny Marie od A. I. Trtiny v dolní části signovaná autorem. V lodi jsou nástěnné malby od J. Smolka z roku 1945 malované na původních rokokových třetinových kompozicích. Hlavní oltář je nepůvodní s centrálně umístěnou ikonou (obrazem) samotné Panny Marie s Ježíškem v náručí se stylizovaným rámem představujícím sluneční paprsky směřující z rohů rámu do prostoru. Po stranách jsou instalovány plastiky svatého Štěpána krále a svatého Ladislava z poloviny 18. století, umístěné na stylizovaných nástěnných dřevěných konzolách, další dvě plastiky od stejného řezbáře jsou v lodi a představují svatého Mikuláše biskupa a svatého Michala Archanděla s mečem a knihou. Sochy jsou inspirovány plastikami sochaře J. A. Krausse, který vytvořil díla v jasovském klášteře.
Příslušenstvím zámečku je i podsklepený původní sklad pro uskladňování zemědělské produkce, zahrada tzv. "Kertešňa" (od maďarského Kertezi – zahradník) a také parčík situovaný od severu do návrší před starým kostelem.